# بادکنک‌ماهی نقابدار
بادکنک ماهی نقابدار (نام علمی: Arothron diadematus) نام یک گونه از تیره بادکنک‌ماهیان است.

## نگارخانه

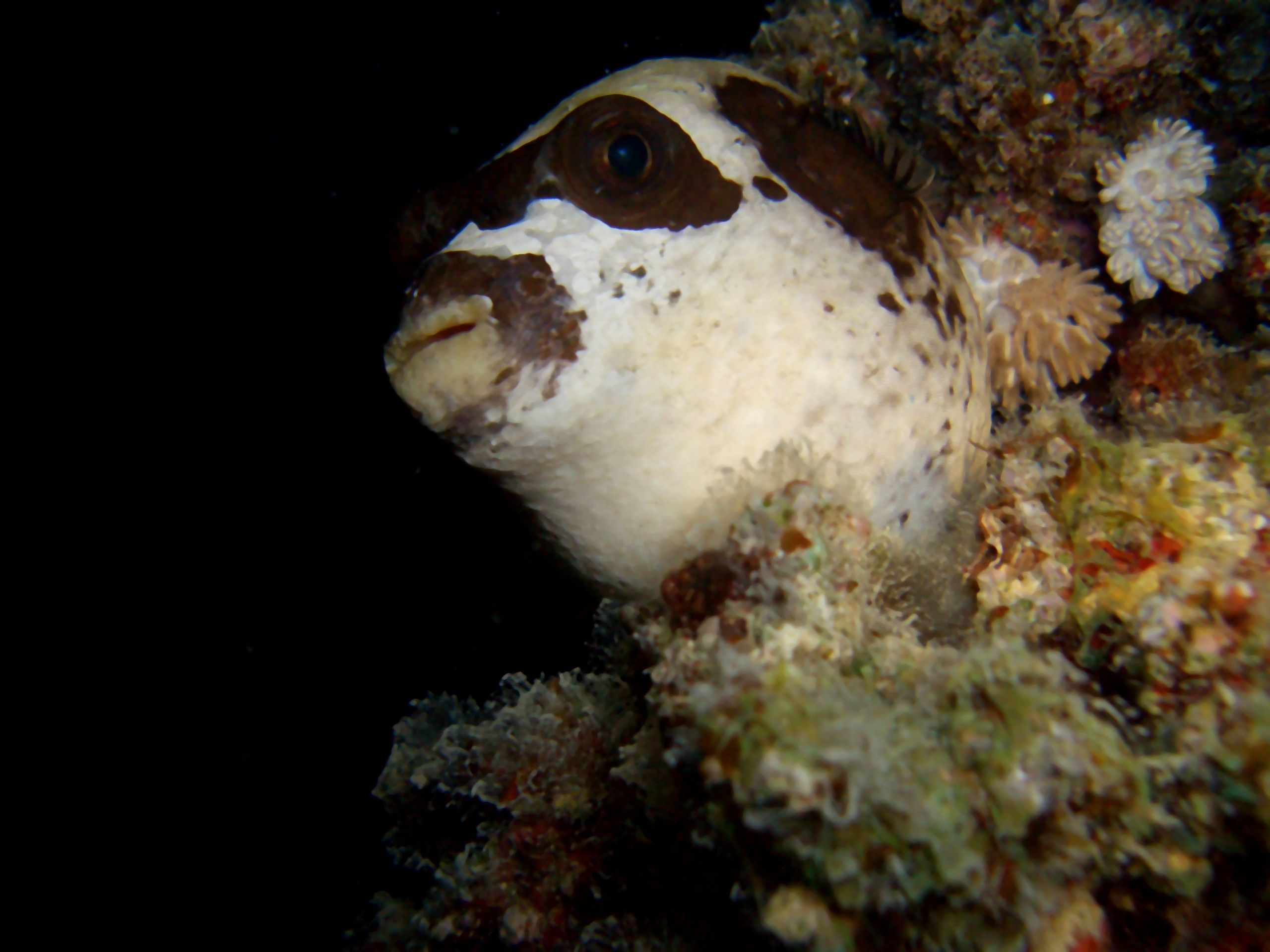
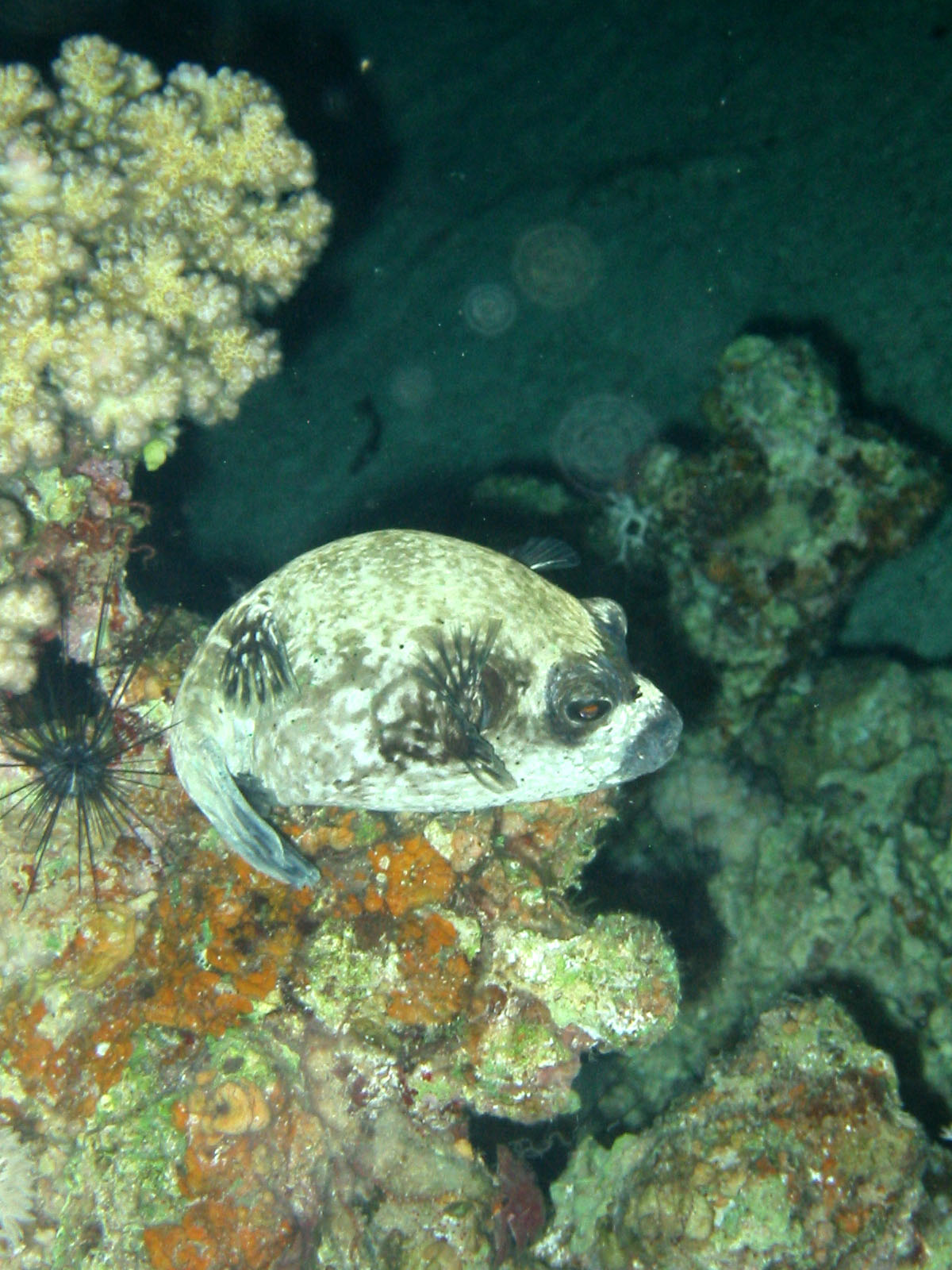